# Pietro Abbà Cornaglia
Pietro Abbà Cornaglia (Alessandria, 20 de marzo de 1851 - Alessandria, 2 de mayo de 1894) fue un compositor, organista y musicólogo italiano. Entre sus actividades más destacables se encuentran la teórica y la pedagogía. Además de sus tres principales óperas, compuso multitud de obras para piano, misas y música de cámara.

## Biografía
Desde 1868 hasta 1871 asistió al Conservatorio de Milán, donde estudió piano y composición con Antonio Angeleri y Lauro Rossi respectivamente. Tras sus estudios en el conservatorio, y apenas cumplidos los veinte años, estrenó la cantata Caín y Abel, con la que cosechó un gran éxito. Después de su graduación se ganó la vida como concertista de piano. En 1876 Abbá escribió una Misa de Requiem para el 27 aniversario de la muerte de Carlos Alberto de Cerdeña. Más tarde escribió una Misa para cuarteto de cuerda acompañado de cantores. A partir de 1880, y hasta su muerte, ejerció de organista en la catedral de Alessandria, donde fundó una reconocida escuela de canto, composición y piano.

## Obras

### Obras musicales
- Isabella Spinola - (Milán, 1877)
- Maria di Warden - (Venecia, 1884)
- Una partita a scacchi - (Pavía, 1892)

### Obras teóricas
- Sulla introduzione del canto popolare in tutte le masse di comunità, e specialmente nella scuola - (Alessandria, 1880)
- Impressioni d'un viaggio in Germania - (Alessandria, 1881)
- Storia e filosofia della musica

- Datos: Q1850396